# Castell de Savassona
El castell de Savassona és un castell medieval que es troba al terme municipal de Tavèrnoles (Osona). Fou declarat Bé d'Interès Nacional com a monument històric el 1949.
El castell, estratègicament situat a 611 metres d'altitud, fou renovat als segles xvii i XIX i encara és habitat. Té elements medievals, murs de defensa i torre triangular a l'interior de l'edifici.
El Castell de Savassona està documentat d'ençà l'any 890, sota el domini dels vescomtes d'Osona i regit per la família de cavallers dels Savassona, que esdevingueren senyors de la baronia de Savassona. Al segle xii, seguia sota el domini de la mateixa família. Posteriorment, en no tenir descendència directa, el castell fou venut a Ramon de Vilanova, castlà del Brull. Al segle xiv, el castell passà a la jurisdicció de Bernat de Cabrera. I als fogatges de 1553, s'esmenta al cavaller Antoni Vila com a senyor del castell.